# Картлі
41°59′10″ пн. ш. 44°06′55″ сх. д. / 41.9861° пн. ш. 44.1152° сх. д.
Ка́ртлі (груз. ქართლი) або Карталінія — одна з основних історико-географічних областей Грузії, колиска її державності. З адміністративної точки зору, Картлі складається із Квемо Картлі й Шида Картлі. Частина території належить до Мцхета-Мтіанетського та Самцхе-Джавахетського країв. Тбілісі також перебуває на території історичної області Картлі. Територія Шида-Картлі містить у собі територію Південно-Осетинської АО. 
Картлійська мова лежить в основі грузинської мови. У сучасній грузинській мові лінгвісти виділяють картлійський діалект.
На території Картлі розташовані міста: Тбілісі, Руставі, Горі, Хашурі, Карелі, Каспі, Цхінвалі, Ахалгорі, Болнісі, Марнеулі, Мцхета, Душеті, Боржомі.
В області багато історичних пам'ятників найдавнішої й новітньої історії Грузії.

## Галерея

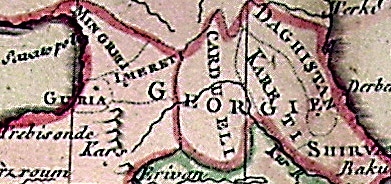
Мапа, 1767
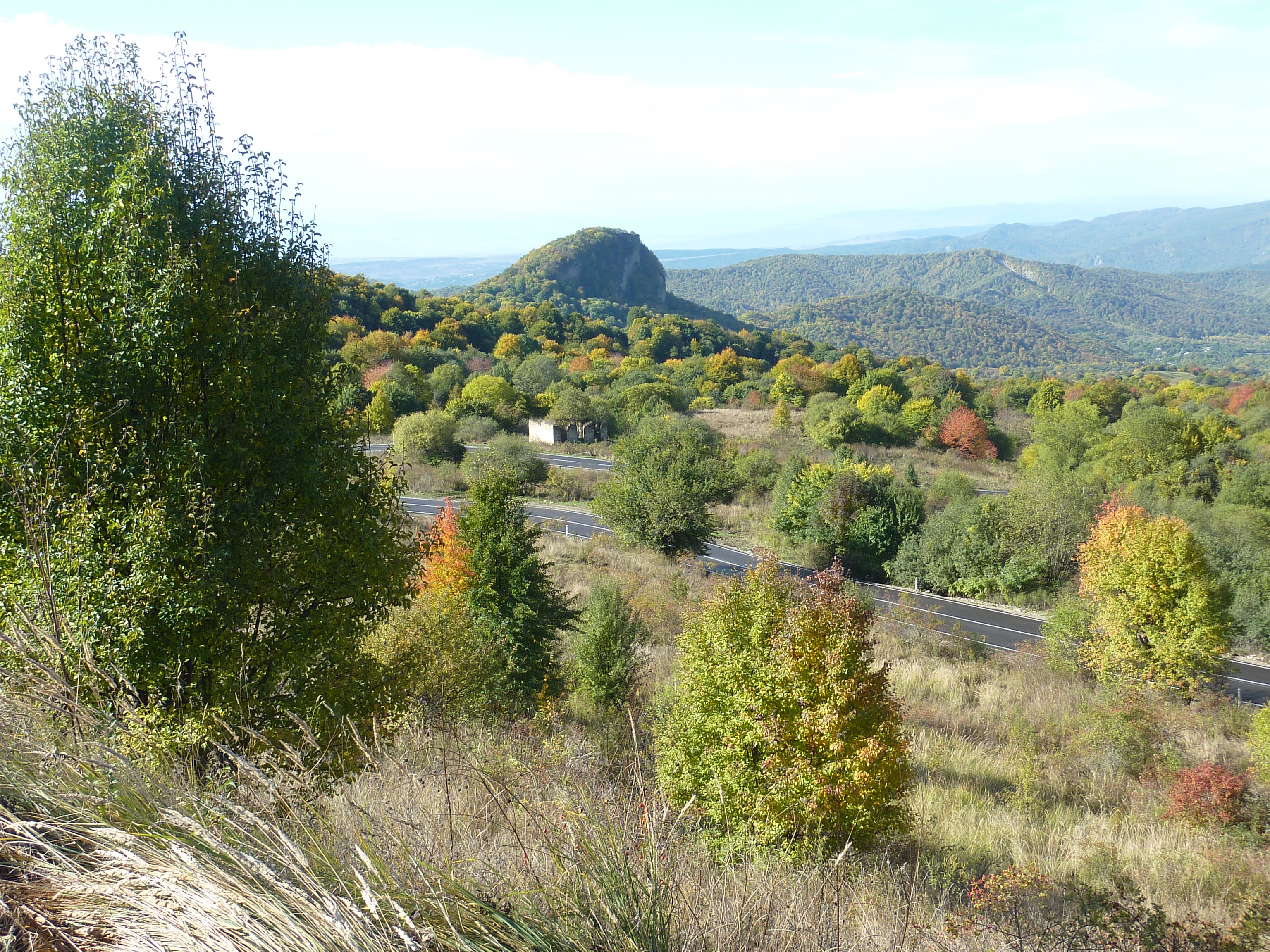
Краєвид
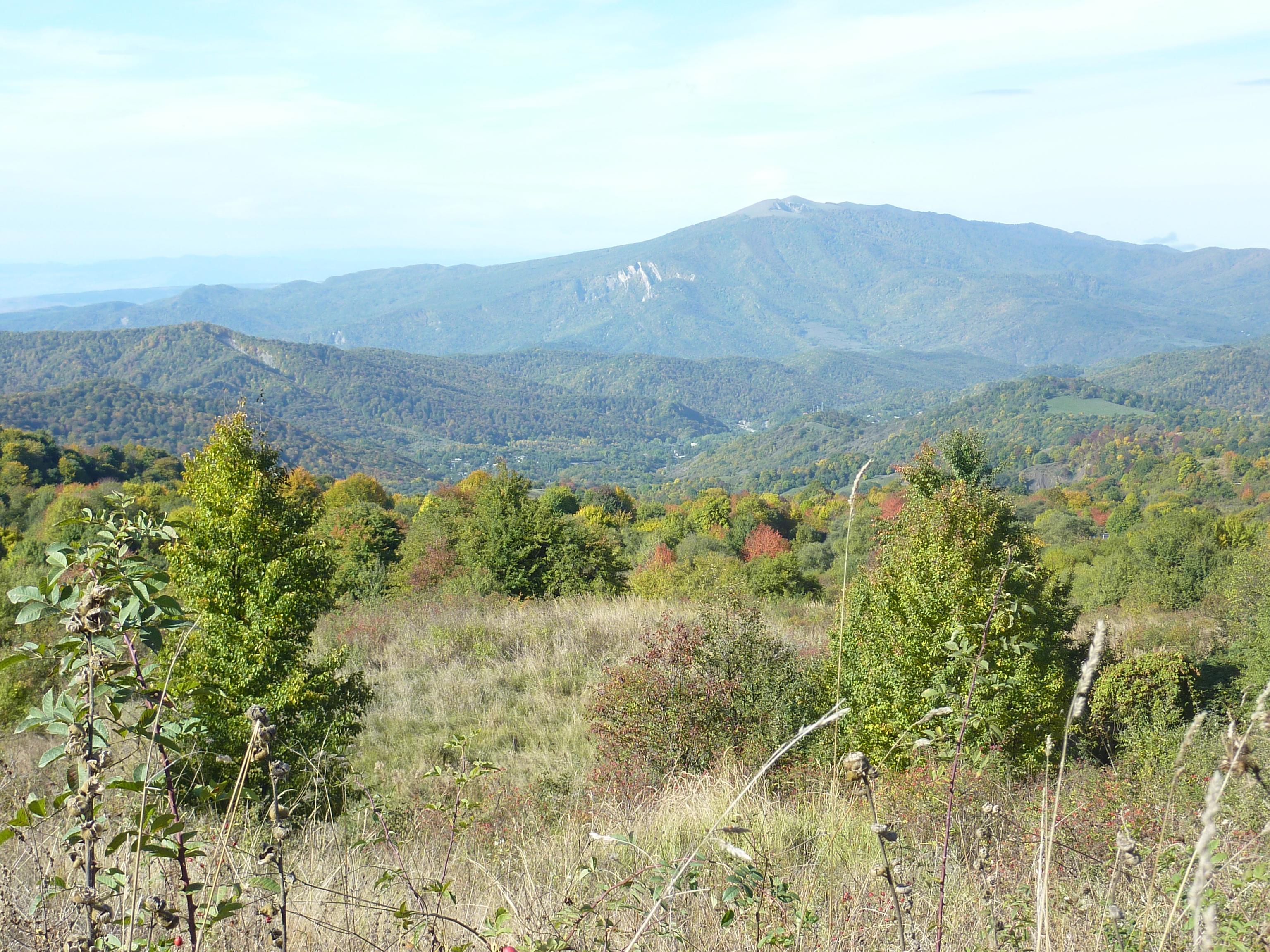
Краєвид